# Antares (stripreeks)
Antares is een Franse sciencefictionstripreeks, bestaande uit zes delen, welke verschenen tussen 2007 en 2015. Het scenario en de tekeningen zijn van Leo. De verhalen spelen zich af op de fictieve planeet Antares.  
Antares is de derde cyclus van De Werelden Van Aldebaran, waarin de belevenissen van de vrouwelijke hoofdpersoon Kim centraal staan. De eerste cyclus Aldebaran, de tweede cyclus Betelgeuze  en de vierde cyclus Overlevenden maken deel uit van het verhaal.
De albums zijn genummerd in deze derde cyclus.
Oorspronkelijk was het de bedoeling dat elke cyclus uit vijf albums bestond. Maar na drie albums uit de cyclus Antares, leek dit niet meer haalbaar. Tekenaar Leo vertelde dat hij de verhaallijn te ingewikkeld had gemaakt om deze in twee albums op te lossen, waardoor deze cyclus uiteindelijk in zes albums werd afgerond.

## Tot nu toe verschenen
1. 1e Episode
2. 2e Episode
3. 3e Episode
4. 4e Episode
5. 5e Episode
6. 6e Episode